# Einlaufbauwerk

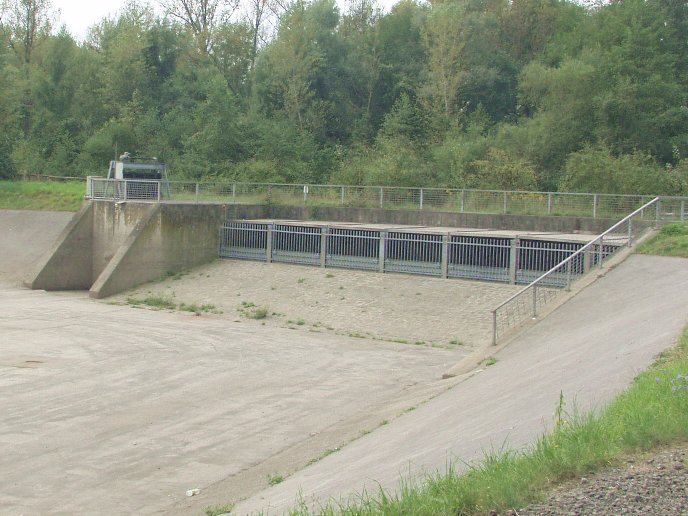
Ab- und Einlaufbauwerk

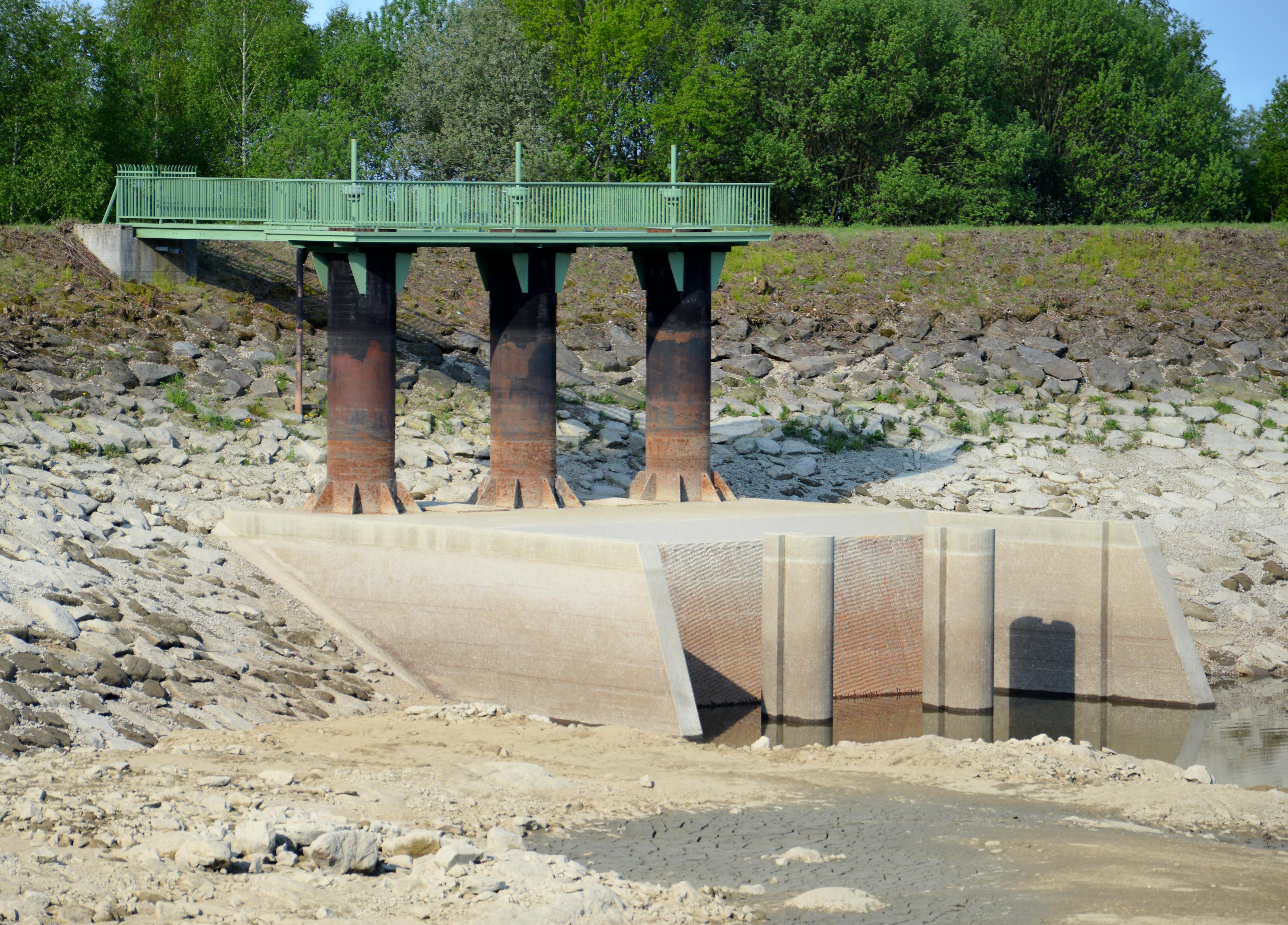
Einlaufbauwerk Pumpspeichersee Oberberg

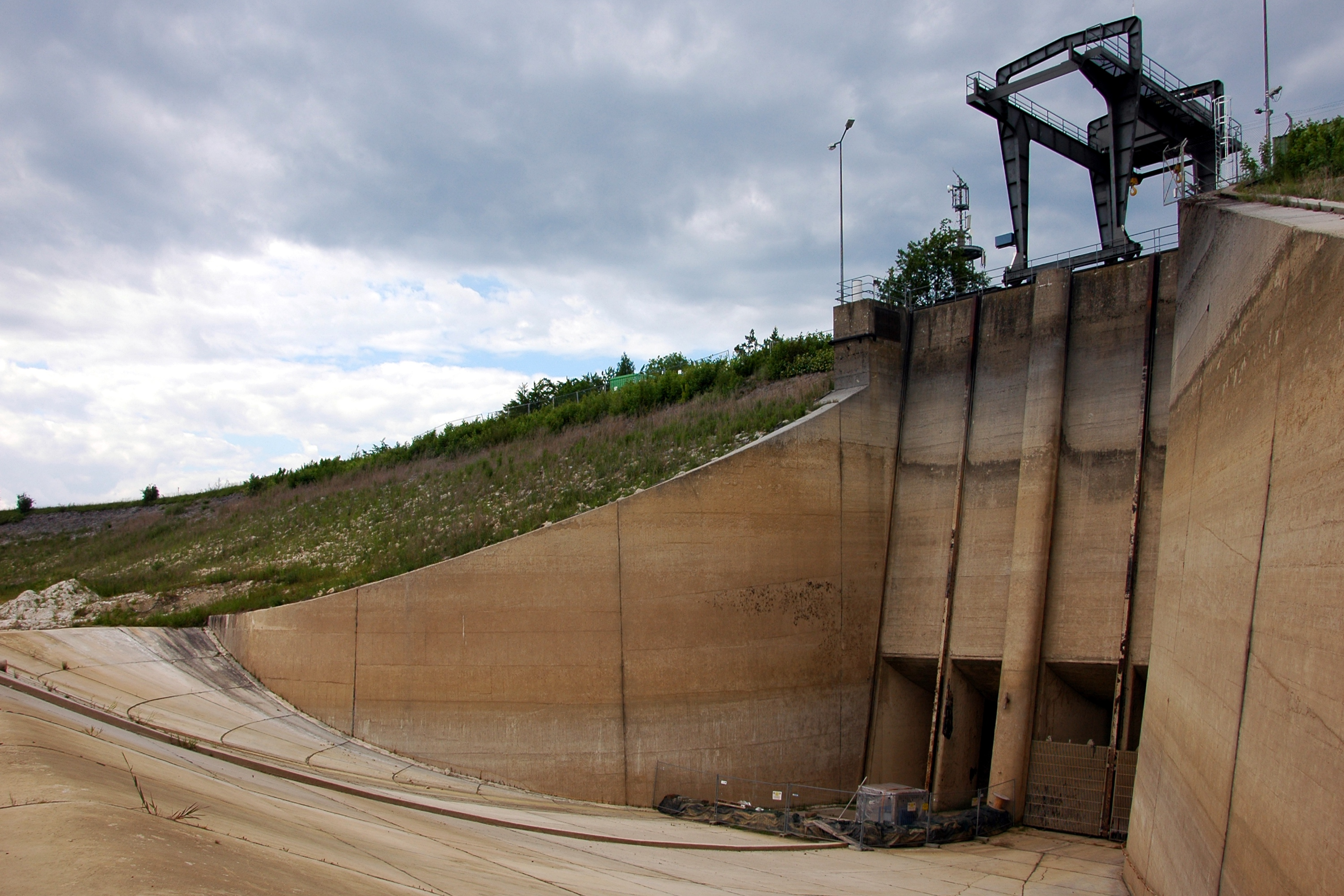
Einlaufbauwerk am Oberbecken des Pumpspeicherkraftwerks Happurg (2012)

Ein Einlaufbauwerk dient zur Entnahme größerer Wassermengen aus Oberflächengewässern. Der Übergang vom naturnahen Stausee oder Fluss wird meist trichterförmig in Beton ausgeführt um Erosion von Erde, Steinen usw. durch das dort schneller fließende Wasser zu vermeiden. Vom Einlaufbauwerk wird das Wasser in entsprechend dimensionierten Kanälen, Stollen oder Rohren weitergeleitet.
Einlaufbauwerke werden beispielsweise für die Kühlwasserversorgung von thermischen Kraftwerken benötigt. Auch die Fassung von Fließgewässern zur Nutzung in Mittel- und Hochdruckwasserkraftwerken oder zur Überleitung in einen Stausee wird als Einlaufbauwerk bezeichnet. Ebenso wird bei Hochwasserrückhaltebecken im Ernstfall nur der Überschuss aufgestaut und zurückgehalten (Retention (Wasserwirtschaft)) während eine unschädliche Menge Hochwasser ein- und durchgelassen wird, wodurch das Einlaufbauwerk stundenlang voll belastet wird und dabei nicht durch Erosion oder Treibgut verstopfen darf. Vor und in Einlaufbauwerken sind daher Treibgutrechen und danach, je nach Zweck der Wasserentnahme, auch Siebmaschinen installiert, um Treibgut, Fische, Schwebstoffe und Verunreinigungen abzuscheiden.
Auch die Pumpstation zum Anheben des Abwassers mit anschließenden Rechen einer Kläranlage werden als Einlaufbauwerk bezeichnet.
Der Begriff „Einlassbauwerk“ ist gleichbedeutend, wobei beim „Einlassbauwerk“ mehr eine aktive Steuerung der Anlage im Vordergrund steht und beim „Einlaufbauwerk“ mehr ein passives Volllaufenlassen beispielsweise eines Rückhalteraumes.
Ein Beispiel für ein eigenständiges Einlaufbauwerk zur Flussregulierung ist das Einlaufbauwerk Langenzersdorf an der Donau vor Wien.